# Nemcovce (Prešov)
Nemcovce (in ungherese Kapinémetfalu) è un comune della Slovacchia facente parte del distretto di Prešov, nella regione omonima.